# Мамедов Талех Велі-огли
Талех Велі-огли Мамедов (азерб. Taleh Vəli oğlu Məmmədov; нар. 16 серпня 1989) — азербайджанський борець греко-римського стилю, бронзовий призер чемпіонату Європи, срібний та дворазовий бронзовий призер Кубків світу.

## Життєпис
Висткпає за спортивний клуб «Нефтчі». Тренер — Вагіф Фейзуллаєв.

## Спортивні результати на міжнародних змаганнях

### Виступи на Чемпіонатах світу
| Змагання                        | Збірна      | Вагова категорія                 | Місце  |
| ------------------------------- | ----------- | -------------------------------- | ------ |
| Чемпіонат світу з боротьби 2014 | Азербайджан | греко-римська боротьба, до 59 кг | 10     |
| Чемпіонат світу з боротьби 2017 | Азербайджан | греко-римська боротьба, до 59 кг | 7      |
| Чемпіонат світу з боротьби 2018 | Азербайджан | греко-римська боротьба, до 63 кг | 10     |
| Чемпіонат світу з боротьби 2019 | Азербайджан | греко-римська боротьба, до 60 кг | 32     |
| Чемпіонат світу з боротьби 2021 | Азербайджан | греко-римська боротьба, до 63 кг | 5      |
| Чемпіонат світу з боротьби 2022 | Азербайджан | греко-римська боротьба, до 63 кг | Бронза |

### Виступи на Чемпіонатах Європи
| Змагання                         | Збірна      | Вагова категорія                 | Місце  |
| -------------------------------- | ----------- | -------------------------------- | ------ |
| Чемпіонат Європи з боротьби 2016 | Азербайджан | греко-римська боротьба, до 59 кг | 7      |
| Чемпіонат Європи з боротьби 2017 | Азербайджан | греко-римська боротьба, до 59 кг | 9      |
| Чемпіонат Європи з боротьби 2018 | Азербайджан | греко-римська боротьба, до 63 кг | 12     |
| Чемпіонат Європи з боротьби 2019 | Азербайджан | греко-римська боротьба, до 63 кг | Бронза |
| Чемпіонат Європи з боротьби 2020 | Азербайджан | греко-римська боротьба, до 63 кг | 11     |
| Чемпіонат Європи з боротьби 2021 | Азербайджан | греко-римська боротьба, до 63 кг | Срібло |
| Чемпіонат Європи з боротьби 2022 | Азербайджан | греко-римська боротьба, до 63 кг | Срібло |
| Чемпіонат Європи з боротьби 2023 | Азербайджан | греко-римська боротьба, до 63 кг | Срібло |

### Виступи на Кубках світу
| Змагання                    | Збірна      | Вагова категорія                 | Місце  |
| --------------------------- | ----------- | -------------------------------- | ------ |
| Кубок світу з боротьби 2013 | Азербайджан | греко-римська боротьба, до 60 кг | Бронза |
| Кубок світу з боротьби 2014 | Азербайджан | греко-римська боротьба, до 59 кг | Бронза |
| Кубок світу з боротьби 2016 | Азербайджан | греко-римська боротьба, до 59 кг | 6      |
| Кубок світу з боротьби 2017 | Азербайджан | греко-римська боротьба, до 59 кг | Срібло |
| Кубок світу з боротьби 2020 | Азербайджан | греко-римська боротьба, до 63 кг | 5      |
| Кубок світу з боротьби 2022 | Азербайджан | команда                          | Срібло |

### Виступи на інших змаганнях
| Змагання                                                  | Збірна      | Вагова категорія                 | Місце  |
| --------------------------------------------------------- | ----------- | -------------------------------- | ------ |
| Золотий Гран-прі з боротьби 2009                          | Азербайджан | греко-римська боротьба, до 55 кг | 8      |
| Турнір Дана Колова — Николи Петрова 2010                  | Азербайджан | греко-римська боротьба, до 55 кг | Бронза |
| Золотий Гран-прі з боротьби 2011 (Баку)                   | Азербайджан | греко-римська боротьба, до 55 кг | Срібло |
| Золотий Гран-прі з боротьби 2012 (Баку)                   | Азербайджан | греко-римська боротьба, до 55 кг | 16     |
| Кубок Ядегара Імама 2013                                  | Азербайджан | греко-римська боротьба, до 60 кг | 8      |
| Кубок Владислава Пітласинські 2013                        | Азербайджан | греко-римська боротьба, до 60 кг | Бронза |
| Вогні Москви 2013                                         | Азербайджан | греко-римська боротьба, до 60 кг | 5      |
| Золотий Гран-прі з боротьби 2013 (Баку)                   | Азербайджан | греко-римська боротьба, до 60 кг | Бронза |
| Золотий Гран-прі з боротьби 2014 (Сомбатгей)              | Азербайджан | греко-римська боротьба, до 66 кг | 8      |
| Золотий Гран-прі з боротьби 2014 (Баку)                   | Азербайджан | греко-римська боротьба, до 59 кг | Золото |
| Кубок Тахті 2015                                          | Азербайджан | греко-римська боротьба, до 59 кг | Золото |
| Турнір Вехбі Емре і Гаміта Каплана 2015                   | Азербайджан | греко-римська боротьба, до 59 кг | Бронза |
| Золотий Гран-прі з боротьби 2016                          | Азербайджан | греко-римська боротьба, до 59 кг | 5      |
| Турнір Дана Колова — Николи Петрова 2017                  | Азербайджан | греко-римська боротьба, до 59 кг | Бронза |
| Київський Міжнародний турнір з боротьби 2018              | Азербайджан | греко-римська боротьба, до 63 кг | Золото |
| Чемпіонат світу з боротьби серед військовослужбовців 2018 | Азербайджан | греко-римська боротьба, до 63 кг | 8      |
| Турнір Вехбі Емре і Гаміта Каплана 2018                   | Азербайджан | греко-римська боротьба, до 63 кг | Золото |
| Меморіал Олега Караваєва 2018                             | Азербайджан | греко-римська боротьба, до 63 кг | Золото |
| Турнір Вехбі Емре і Гаміта Каплана 2019                   | Азербайджан | греко-римська боротьба, до 63 кг | Срібло |
| Турнір Г. Картозія і В. Балавадзе 2019                    | Азербайджан | греко-римська боротьба, до 60 кг | 9      |
| Турнір Вехбі Емре і Гаміта Каплана 2022                   | Азербайджан | греко-римська боротьба, до 63 кг | Бронза |
| Міжнародний турнір Маттео Пелліцоне 2022                  | Азербайджан | греко-римська боротьба, до 63 кг | Золото |
| Ісламські ігри солідарності 2022                          | Азербайджан | греко-римська боротьба, до 63 кг | 6      |
| Відкритий турнір Загреба з боротьби 2023                  | Азербайджан | греко-римська боротьба, до 63 кг | Золото |

### Виступи на змаганнях молодших вікових груп
| Змагання                                                 | Збірна      | Вагова категорія                 | Місце  |
| -------------------------------------------------------- | ----------- | -------------------------------- | ------ |
| Кубок Федерації боротьби Азербайджану серед юніорів 2009 | Азербайджан | греко-римська боротьба, до 55 кг | Бронза |